# Вагрія

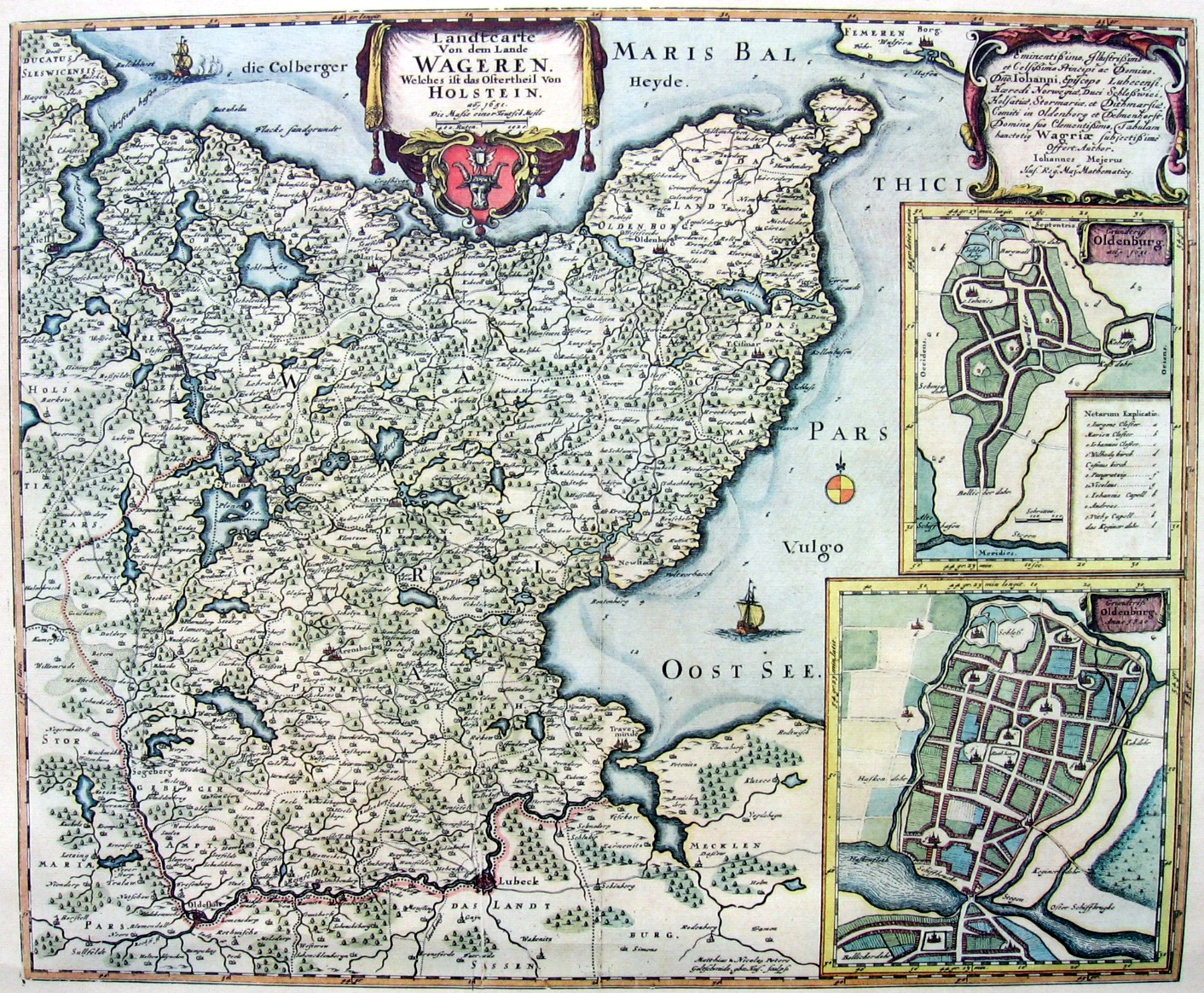
Історична карта Вагрії, 1651 рік

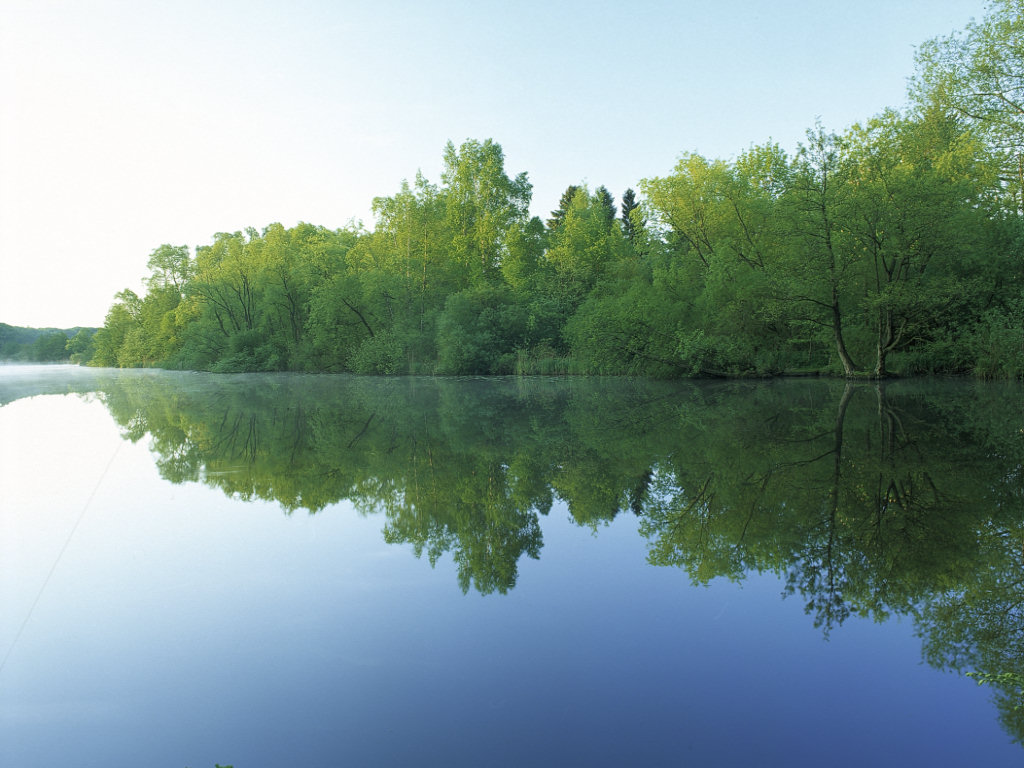
Річка Швентін, кордон Вагрії, поблизу Кіля

Ва́грія (нім. Wagrien) — північно-східна частина Гольштейну в Німеччині, у землі Шлезвіг-Гольштейн, що відповідає приблизно районам Плен і Східний Гольштейн. Назва «Вагрія» походить від слов'янського лехітського племені вагри, що означає «ті, хто живе у бухті».

## Географія
У середні століття, і, як видно на старих картах, Вагрія на півночі й сході омивалася Балтійським морем від Кільського фіорду до Любецької бухти і річками Траве та Свентіна і островом Фемарн. Сьогодні, Wagria як правило, відноситься тільки до Ольденбурзького півострова (Oldenburgische Halbinsel) у Східному Гольштейні.
Найвища точка півострова — Бунгсберг (168 м), на якій розташована давня фортеця. Вагрія була населена слов'янським плем'ям вагрів, а з Х століття зазнала набігів германських феодалів і врешті була підкорена ними в 1139 році.

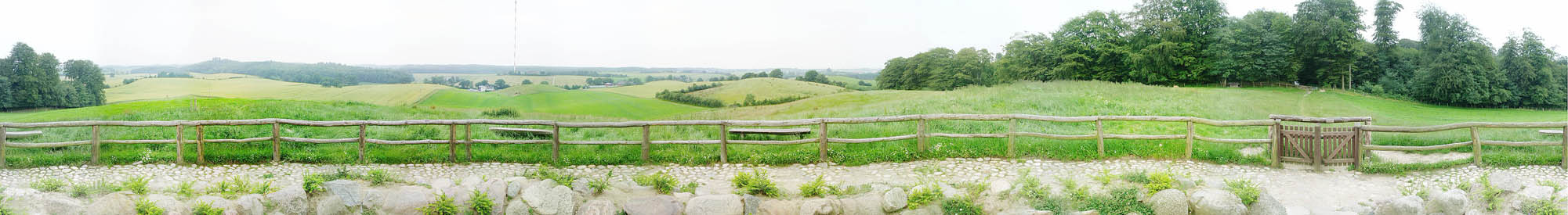
Панорама ландшафту Вагрії із руїн замку Бунгсберг

## Історія
Лехітський (слов'янський) топонім, Вагрія, обіймав не тільки сучасний півострів Вігрія, але і весь терен між Кільським фіордом, середньою і нижньою течією Траві; топонім із цією назвою з'явився принаймні, на початку VIII століття. Фортеця вагрів займала центральне місце в Ольденбургзі (тоді він називався Старигард (Starigard), або «Старий замок»), її вали все ще існують. Важливі пункти у Вагрії були Ольденбург, Старий Любек (Старий Любек), і Плен.
У 1143 р. згідно з Гельмольдом, граф Адольф II Гольштейнський розпочав переселення німецьких поселенців, не тільки з його власних територій у Гольштейні й Штормарні, але і з Вестфалії і Голландії, у цілях розвитку Вагрії що запроторило німецьку експансію на Схід у Високому середньовіччі.